# Freud y el psicoanálisis
Freud y el psicoanálisis (en alemán Freud und die Psychoanalyse) es un conjunto de escritos de Carl Gustav Jung incluidos en el cuarto volumen de su Obra completa.

## Contenido
Este volumen de la Obra completa contiene la mayoría de los escritos de Jung publicados durante la época de su estrecha colaboración con Sigmund Freud, entre 1906 y 1913, cuando el psicoanálisis se dota de organización e inicia su expansión internacional, liberándose del estrecho marco profesional y social que le asfixiaba en Viena. Como señala el propio Freud, la historia del psicoanálisis se divide en dos períodos: entre la ruptura con Josef Breuer, la «prehistoria catártica», y el contacto con Jung, prometedor psiquiatra de la Clínica Universitaria Burghölzli, cuyas investigaciones experimentales y peritajes criminológicos se apoyan en la teoría freudiana de lo inconsciente, verificándola.

## Índice
1. La doctrina de Freud acerca de la histeria: réplica a la crítica de Aschaffenburg (1906)
2. La teoría freudiana de la histeria (1908)
3. El análisis de los sueños (1909)
4. Una contribución a la psicología del rumor (1910/1911)
5. Una contribución al conocimiento de los sueños con números (1910/1911)
6. Reseña crítica de Morton Prince, M.D., «The Mechanism and Interpretation of dreams» (1911)
7. Acerca de la crítica al psicoanálisis (1910)
8. Acerca del psicoanálisis (1912)
9. Ensayo de exposición de la teoría psicoanalítica (1913/1955)
10. Aspectos generales del psicoanálisis (1913)
11. Sobre psicoanálisis (1916)
12. Cuestiones psicoterapéuticas actuales (Correspondencia C. G. Jung/R. Loÿ) (1914)
13. Prólogos a los Collected Papers on Analytical Psychology (1916/1917/1920)
14. El significado del padre para el destino del individuo (1909/1949)
15. Introducción al libro de W. M. Kranefeldt Die Psychoanalyse (1930)
16. La contraposición entre Freud y Jung (1929)

## Edición en castellano
- Jung, Carl Gustav (2000 [2ª edición, 1ª reimpresión 2013]). Obra completa de Carl Gustav Jung. Volumen 4: Freud y el psicoanálisis. Traducción Ángel Repáraz. Madrid: Editorial Trotta. ISBN 978-84-8164-394-7/ ISBN 978-84-8164-395-4.

- Datos: Q16385750
- Multimedia: Psychoanalytic period of Carl Gustav Jung / Q16385750